# عازف أرغن

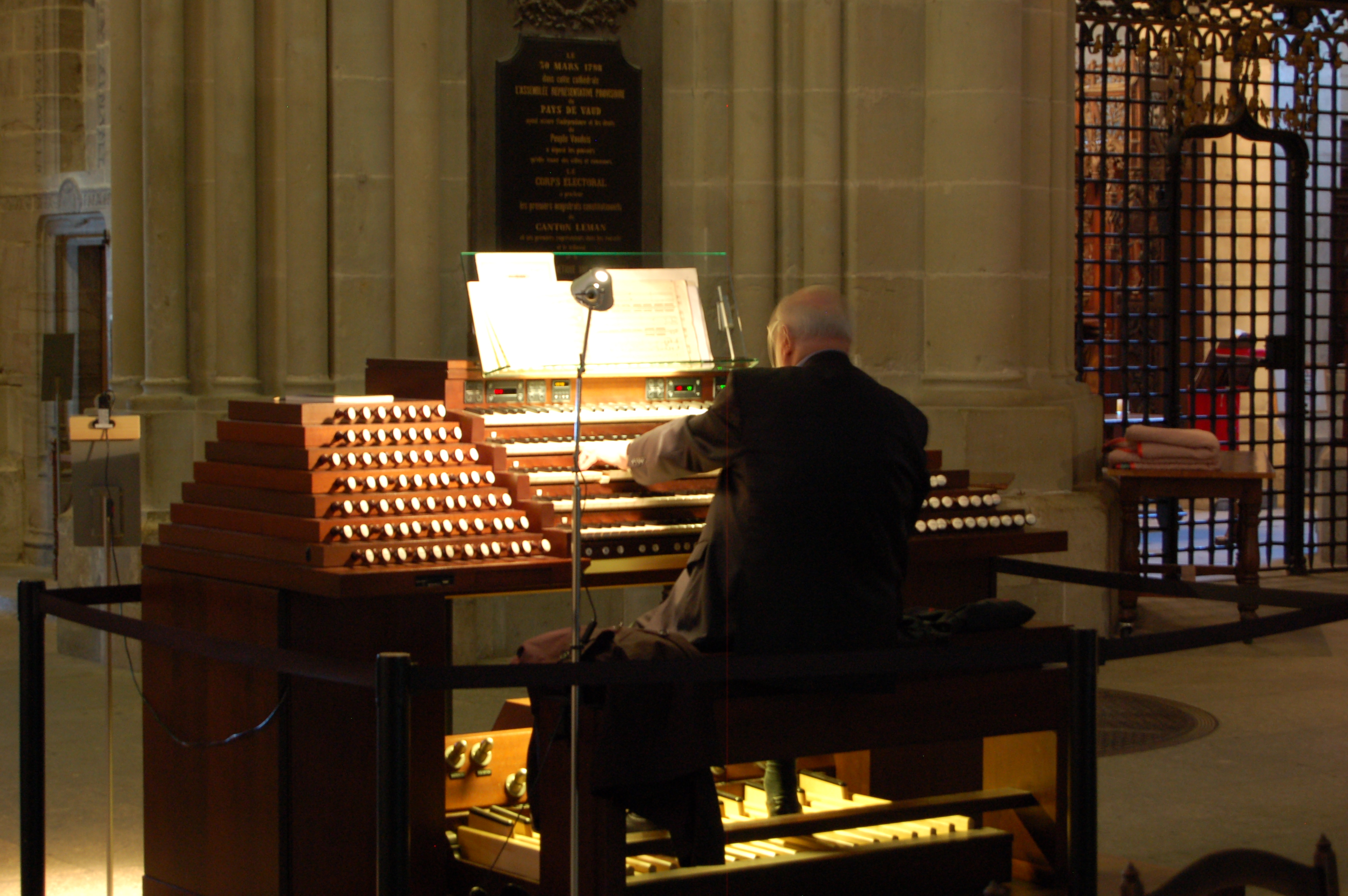
عازف أرغن في كاتدرائية لوزان

عازف الأرغن هو موسيقي يلعب أي نوع من الأرغن. قد يعزف العازف على الأرغن منفردا، أو مع فرقة أو أوركسترا، أو يرافق مغنيًا واحدًا أو أكثر أو عازفون منفردون. بالإضافة إلى ذلك قد يرافق العازف الترنيم الجماعي ويعزف موسيقى الطقوس.

## روابط خارجية
- النقابة الأمريكية لعازفي الأرغن (AGO) (الولايات المتحدة)
- الجمعية الأمريكية لعازفي الأرغن في المسرح (ATOS) (الولايات المتحدة)
- الكلية الملكية لعازفي الأرغن (RCO) (المملكة المتحدة)
- الكلية الملكية الكندية لعازفي الأرغن (كندا)
- جمعية أصدقاء الأرغن (ألمانيا)
- جمعية عازفي الأرغن في المملكة المتحدة